# Liga Femenina 2 de baloncesto 2025-26
La Liga Femenina 2 2025-26, es la 25.ª temporada de la tercera máxima competición de clubs femeninos de baloncesto en España organizada por la Federación Española de Baloncesto.

## Formato
En esta temporada participarán 28 equipos divididos en dos grupos (A y B) de 14 equipos.
La competición se dividirá en dos partes, liga regular y playoffs de ascenso:
- Liga regular: los equipos de cada grupo jugaran todos contra todos en partidos de ida/vuelta en 26 jornadas.

- Playoffs de ascenso: los dos campeones de grupo al término de la liga regular, disputarán una final a ida/vuelta en la que el vencedor se proclamará campeón de la categoría y  ascenderá directamente a la Liga Femenina Challenge, mientras que el equipo perdedor pasará a las semifinales de los playoffs de ascenso. Los equipos clasificados entre la 2.ª y la 4.ª plaza de cada grupo se clasificaran para los playoffs de ascenso, en eliminatorias de cuartos, semifinales y final siempre en partidos a ida/vuelta. El vencedor de la final  conseguirá la otra plaza de ascenso a la Liga Femenina Challenge.

- Los tres últimos de cada grupo en la liga regular descienden a cada correspondiente grupo de la 1.ª División Femenina.

## Clubs Participantes
Un total de 28 equipos competirán en la liga, 2 equipos descendidos de la Liga Femenina Challenge 2024-25, 20 equipos de la temporada 24-25, un club nuevo, el Siroko Gijón Basketball y 5 equipos ascendidos de 1ª División Femenina:
| Grupo | Equipo                                             | Ciudad                     | Pabellón                                   |
| ----- | -------------------------------------------------- | -------------------------- | ------------------------------------------ |
| A     | Segle XXI                                          | Esplugas de Llobregat      | Direcció General de L'Esport               |
| A     | Esco Grupo Femenino Alcorcón                       | Alcorcón                   | Pabellón Pista Central-La Canaleja         |
| A     | Hierros Díaz Extremadura Miralvalle                | Plasencia                  | Pabellón Ciudad Deportiva de Plasencia     |
| A     | Picken Claret                                      | Valencia                   | Pabellón Universidad de Valencia           |
| A     | GEiEG Pacisa                                       | Gerona                     | Pavelló LLuís Bachs                        |
| A     | DPES CB Ciudad de Móstoles                         | Móstoles                   | Pabellón Los Rosales                       |
| A     | Port Management Andratx                            | Andrach                    | Palau Municipal d'Esports                  |
| A     | Magec Tías Lanzarote Contra la Violencia de Género | Tías                       | Pabellón Municipal de Tías                 |
| A     | Dishelec 65 Viladecans                             | Viladecans                 | Pavelló Atrium Viladecans                  |
| A     | Basket Almeda                                      | Cornellá de Llobregat      | Pavelló Almeda                             |
| A     | Granada Mas Baloncesto                             | Granada                    | Pabellón Fuentenueva (UGR)                 |
| A     | Spar Gran Canaria B                                | Las Palmas de Gran Canaria | Pabellón Polideportivo La Paterna          |
| A     | Cesur Distríto Olimpico                            | Madrid                     | Pabellón Municipal San Blas                |
| A     | CB Isla Bonita                                     | El Paso                    | Pabellón IES El Paso                       |
| B     | Horbisa Spirit Greenkw Barakaldo                   | Baracaldo                  | Polideportivo Lasesarre                    |
| B     | CB Arxil                                           | Pontevedra                 | Pabellón del CGTD (Estadio de la Juventud) |
| B     | Maristas Coruña                                    | La Coruña                  | Polideportivo Colexio Maristas             |
| B     | Romakuruma UE Mataró                               | Mataró                     | Pavelló d'Esports Josep Mora               |
| B     | Mariscos Antón Cortegada                           | Villagarcía de Arosa       | Pabellón Municipal Sara Gómez              |
| B     | Mipelletymas BF León                               | León                       | Palacio Municipal de Deportes de León      |
| B     | Força Lleida                                       | Lérida                     | Pavelló Barris Nord                        |
| B     | Ibaizabal                                          | Galdacano                  | Polideportivo Urreta                       |
| B     | Ointxe!                                            | Mondragón                  | Iturripe Kiroldegia                        |
| B     | Talenom Boet Mataró                                | Mataró                     | Poliesportiu Municipal Eusebi Millán       |
| B     | Aceites Abril ADBA Sanfer                          | Avilés                     | Complejo Deportivo Avilés                  |
| B     | Siroko Gijón Basketball                            | Gijón                      | Palacio de Deportes de Gijón               |
| B     | Manresa CBF                                        | Manresa                    | Pavelló Nou Congost                        |
| B     | TGN Bàsquet                                        | Tarragona                  | Palacio Municipal de Deportes Catalunya    |

(  Asensos/Descensos de la temporada anterior 2024-25)

## Liga regular

### Grupo A
| | Equipo                                             | Puntos | J | G | P | PF | PC | DP |
| --- | -------------------------------------------------- | ------ | - | - | - | -- | -- | -- |
| 1 | Segle XXI                                          |        |   |   |   |    |    |    |
| 2 | Esco Grupo Femenino Alcorcón                       |        |   |   |   |    |    |    |
| 3 | Hierros Díaz Extremadura Miralvalle                |        |   |   |   |    |    |    |
| 4 | Picken Claret                                      |        |   |   |   |    |    |    |
| 5 | GEiEG Pacisa                                       |        |   |   |   |    |    |    |
| 6 | DPES CB Ciudad de Móstoles                         |        |   |   |   |    |    |    |
| 7 | Port Management Andratx                            |        |   |   |   |    |    |    |
| 8 | Magec Tías Lanzarote contra la Violencia de Género |        |   |   |   |    |    |    |
| 9 | Dishelec 65 Viladecans                             |        |   |   |   |    |    |    |
| 10 | Basket Almeda                                      |        |   |   |   |    |    |    |
| 11 | GMASB                                              |        |   |   |   |    |    |    |
| 12 | Spar Gran Canaria B                                |        |   |   |   |    |    |    |
| 13 | Cesur Distríto Olimpico                            |        |   |   |   |    |    |    |
| 14 | CB Isla Bonita                                     |        |   |   |   |    |    |    |
| Fuente: Federación Española de Baloncesto: Clasificación de la Liga Femenina 2 - Grupo A; actualización automática |                                                    |        |   |   |   |    |    |    |

### Grupo B
| | Equipo                           | Puntos | J | G | P | PF | PC | DP |
| --- | -------------------------------- | ------ | - | - | - | -- | -- | -- |
| 1 | Horbisa Spirit Greenkw Barakaldo |        |   |   |   |    |    |    |
| 2 | CB Arxil                         |        |   |   |   |    |    |    |
| 3 | Maristas Coruña                  |        |   |   |   |    |    |    |
| 4 | Romakuruma UE Mataró             |        |   |   |   |    |    |    |
| 5 | Mariscos Antón Cortegada         |        |   |   |   |    |    |    |
| 6 | Mipelletymas BF León             |        |   |   |   |    |    |    |
| 7 | Força Lleida                     |        |   |   |   |    |    |    |
| 8 | Ibaizabal                        |        |   |   |   |    |    |    |
| 9 | Ointxe!                          |        |   |   |   |    |    |    |
| 11 | Talenom Boet Mataró              |        |   |   |   |    |    |    |
| 11 | Aceites Abril ADBA Sanfer        |        |   |   |   |    |    |    |
| 12 | Siroko Gijón Basketball          |        |   |   |   |    |    |    |
| 13 | Manresa CBF                      |        |   |   |   |    |    |    |
| 14 | TGN Básquet                      |        |   |   |   |    |    |    |
| Fuente: Federación Española de Baloncesto: Clasificación de la Liga Femenina 2 - Grupo B; actualización automática |                                  |        |   |   |   |    |    |    |

## Playoffs

### Por el título
El ganador se proclama campeón de Liga Femenina 2 2025-26 y asciende a la Liga Femenina Challenge. El perdedor accede a las semifinales del playoff de ascenso.
| Equipo 1     | Agr. | Equipo 2     | Ida | Vuelta |
| ------------ | ---- | ------------ | --- | ------ |
| Bandera de ? | -    | Bandera de ? | -   | -      |

Fuente: Federación Española de Baloncesto: Clasificación de la Liga Femenina 2; actualización automática

### Por el ascenso
|  | Cuartos de final                                   | Cuartos de final                                   | Cuartos de final                                   | Cuartos de final                                   |  |  | Semifinales                                          | Semifinales                                          | Semifinales                                          | Semifinales                                          |  |  | Final                                                | Final                                                | Final                                                | Final                                                |  |
|  | 2 de mayo de 2026 (ida) 9 de mayo de 2026 (vuelta) | 2 de mayo de 2026 (ida) 9 de mayo de 2026 (vuelta) | 2 de mayo de 2026 (ida) 9 de mayo de 2026 (vuelta) | 2 de mayo de 2026 (ida) 9 de mayo de 2026 (vuelta) |  |  | 16 de mayo de 2026 (ida) 23 de mayo de 2026 (vuelta) | 16 de mayo de 2026 (ida) 23 de mayo de 2026 (vuelta) | 16 de mayo de 2026 (ida) 23 de mayo de 2026 (vuelta) | 16 de mayo de 2026 (ida) 23 de mayo de 2026 (vuelta) |  |  | 30 de mayo de 2026 (ida) 6 de junio de 2026 (vuelta) | 30 de mayo de 2026 (ida) 6 de junio de 2026 (vuelta) | 30 de mayo de 2026 (ida) 6 de junio de 2026 (vuelta) | 30 de mayo de 2026 (ida) 6 de junio de 2026 (vuelta) |  |
|  |                                                    |                                                    |                                                    |                                                    |  |  |                                                      |                                                      |                                                      |                                                      |  |  |                                                      |                                                      |                                                      |                                                      |  |
|  |                                                    |                                                    |                                                    |                                                    |  |  |                                                      |                                                      |                                                      |                                                      |  |  |                                                      |                                                      |                                                      |                                                      |  |
|  | 2.º A                                              | Bandera de ?                                       |                                                    |                                                    |  |  |                                                      |                                                      |                                                      |                                                      |  |  |                                                      |                                                      |                                                      |                                                      |  |
|  | 2.º A                                              | Bandera de ?                                       |                                                    |                                                    |  |  |                                                      |                                                      |                                                      |                                                      |  |  |                                                      |                                                      |                                                      |                                                      |  |
|  | 4.º B                                              | Bandera de ?                                       |                                                    |                                                    |  |  |                                                      |                                                      |                                                      |                                                      |  |  |                                                      |                                                      |                                                      |                                                      |  |
|  | 4.º B                                              | Bandera de ?                                       | Bandera de ?                                       |                                                    |  |  |                                                      |                                                      |                                                      |                                                      |  |  |                                                      |                                                      |                                                      |                                                      |  |
|  |                                                    |                                                    |                                                    |                                                    |  |  |                                                      |                                                      |                                                      |                                                      |  |  |                                                      |                                                      |                                                      |                                                      |  |
|  |                                                    |                                                    | Bandera de ?                                       |                                                    |  |  |                                                      |                                                      |                                                      |                                                      |  |  |                                                      |                                                      |                                                      |                                                      |  |
|  | 2.º B                                              | Bandera de ?                                       |                                                    |                                                    |  |  |                                                      |                                                      |                                                      |                                                      |  |  |                                                      |                                                      |                                                      |                                                      |  |
|  | 2.º B                                              | Bandera de ?                                       |                                                    |                                                    |  |  |                                                      |                                                      |                                                      |                                                      |  |  |                                                      |                                                      |                                                      |                                                      |  |
|  | 4.º A                                              | Bandera de ?                                       |                                                    |                                                    |  |  |                                                      |                                                      |                                                      |                                                      |  |  |                                                      |                                                      |                                                      |                                                      |  |
|  | 4.º A                                              | Bandera de ?                                       |                                                    |                                                    |  |  |                                                      | Bandera de ?                                         |                                                      |                                                      |  |  |                                                      |                                                      |                                                      |                                                      |  |
|  |                                                    |                                                    |                                                    |                                                    |  |  |                                                      |                                                      |                                                      |                                                      |  |  |                                                      |                                                      |                                                      |                                                      |  |
|  |                                                    |                                                    | Bandera de ?                                       |                                                    |  |  |                                                      |                                                      |                                                      |                                                      |  |  |                                                      |                                                      |                                                      |                                                      |  |
|  | 3.º A                                              | Bandera de ?                                       |                                                    |                                                    |  |  |                                                      |                                                      |                                                      |                                                      |  |  |                                                      |                                                      |                                                      |                                                      |  |
|  | 3.º A                                              | Bandera de ?                                       |                                                    |                                                    |  |  |                                                      |                                                      |                                                      |                                                      |  |  |                                                      |                                                      |                                                      |                                                      |  |
|  | 3.º B                                              | Bandera de ?                                       |                                                    |                                                    |  |  |                                                      |                                                      |                                                      |                                                      |  |  |                                                      |                                                      |                                                      |                                                      |  |
|  | 3.º B                                              | Bandera de ?                                       | Bandera de ?                                       |                                                    |  |  |                                                      |                                                      |                                                      |                                                      |  |  |                                                      |                                                      |                                                      |                                                      |  |
|  |                                                    |                                                    |                                                    |                                                    |  |  |                                                      |                                                      |                                                      |                                                      |  |  |                                                      |                                                      |                                                      |                                                      |  |
|  |                                                    |                                                    | Bandera de ?                                       |                                                    |  |  |                                                      |                                                      |                                                      |                                                      |  |  |                                                      |                                                      |                                                      |                                                      |  |
|  | 1.º X                                              | Bandera de ?                                       |                                                    |                                                    |  |  |                                                      |                                                      |                                                      |                                                      |  |  |                                                      |                                                      |                                                      |                                                      |  |
|  | 1.º X                                              | Bandera de ?                                       |                                                    |                                                    |  |  |                                                      |                                                      |                                                      |                                                      |  |  |                                                      |                                                      |                                                      |                                                      |  |
|  |                                                    |                                                    |                                                    |                                                    |  |  |                                                      |                                                      |                                                      |                                                      |  |  |                                                      |                                                      |                                                      |                                                      |  |
|  |                                                    |                                                    |                                                    |                                                    |  |  |                                                      |                                                      |                                                      |                                                      |  |  |                                                      |                                                      |                                                      |                                                      |  |
|  |                                                    |                                                    |                                                    |                                                    |  |  |                                                      |                                                      |                                                      |                                                      |  |  |                                                      |                                                      |                                                      |                                                      |  |